# Huélamo
Huélamo là một đô thị trong tỉnh Cuenca, cộng đồng tự trị Castile-La Mancha Tây Ban Nha. Đô thị này có diện tích là ki-lô-mét vuông, dân số năm 2009 là 127 người với mật độ người/km². Đô thị này có cự ly km so với tỉnh lỵ Cuenca.
nhỏ|350px|Vista de la localidad.